# The BNP Paribas Zurich Open 2012 - Singolare
Il detentore del torneo era Mark Philippoussis, quest'anno arrivato terzo. 
Carlos Moyá ha battuto in finale Stefan Edberg per 3-6, 7-5, 10-8.

## Tabellone

### Finali
|  | Finale             |                    |                    |   |    |  |
|  |                    |                    |                    |   |    |  |
|  | Carlos Moyá        | Carlos Moyá        | 3                  | 7 | 10 |  |
|  | Stefan Edberg      | Stefan Edberg      | 6                  | 5 | 8  |  |
|  |                    |                    |                    |   |    |  |
|  | Finale 3º posto    |                    |                    |   |    |  |
|  |                    |                    |                    |   |    |  |
|  | Marat Safin        | Marat Safin        | Marat Safin        | 3 | 3  |  |
|  | Mark Philippoussis | Mark Philippoussis | Mark Philippoussis | 6 | 6  |  |

### Gruppo A
|  |               | Moyá        | Safin       | Stich             | Cash              | RR V–P | Set V–P |  | Posizione |
|  | Carlos Moyá   |             | 7–6(2), 6-2 | 6-4, 6-2          | 6-4, 6-4          | 3-0    | 6-0     |  | 1         |
|  | Marat Safin   | 6(2)–7, 2-6 |             | 7-5, 6-4          | 6-2, 6-4          | 2-1    | 4-2     |  | 2         |
|  | Michael Stich | 4-6, 2-6    | 5-7, 4-6    |                   | 3-6, 7–6(5), 11-9 | 1-2    | 2-5     |  | 3         |
|  | Pat Cash      | 4-6, 4-6    | 2-6, 4-6    | 6-3, 6(5)–7, 9-11 |                   | 0-3    | 1-6     |  | 4         |

La classifica viene stilata in base ai seguenti criteri: 1) Numero di vittorie; 2) Numero di partite giocate; 3) Scontri diretti (in caso di due giocatori pari merito ); 4) Percentuale di set vinti o di games vinti (in caso di tre giocatori pari merito ); 5) Decisione della commissione.

### Gruppo B
|  |                    | Edberg       | Philippoussis | Henman       | Henri Leconte | RR V–P | Set V–P |  | Posizione |
|  | Stefan Edberg      |              | 6-4, 7–6(4)   | 7–6(11), 6-1 | 6-4, 6-4      | 3-0    | 6-0     |  | 1         |
|  | Mark Philippoussis | 4-6, 6(4)–7  |               | 6-3, 7-5     | 6-2, 6-2      | 2-1    | 4-2     |  | 2         |
|  | Tim Henman         | 6(11)–7, 1-6 | 3-6, 5-7      |              | 6-4, 6-1      | 1-2    | 2-4     |  | 3         |
|  | Henri Leconte      | 4-6, 4-6     | 2-6, 2-6      | 4-6, 1-6     |               | 0-3    | 0-6     |  | 4         |

La classifica viene stilata in base ai seguenti criteri: 1) Numero di vittorie; 2) Numero di partite giocate; 3) Scontri diretti (in caso di due giocatori pari merito ); 4) Percentuale di set vinti o di games vinti (in caso di tre giocatori pari merito ); 5) Decisione della commissione.